# روهيت تشاند
روهيت تشاند (1 مارس 1992 مقاطعة سورخيت نيبال - ) هو لاعب كرة قدم نيبالي، يلعب كمدافع.

## روابط خارجية
- روهيت تشاند على موقع إي إس بي إن إف سي (الإنجليزية)
- روهيت تشاند على موقع قاعدة بيانات كرة القدم.إي يو (الإنجليزية)
- روهيت تشاند على موقع ناشيونال فوتبول تيمز (الإنجليزية)
- روهيت تشاند على موقع Soccerway.com (الإنجليزية)
- روهيت تشاند على موقع عالم كرة القدم.نت (الإنجليزية)